# Jana Černá
Jana Krejcarová (poi, da sposata, Jana Černá), conosciuta anche col diminutivo Honza (Praga, 14 agosto 1928 – Praga, 5 gennaio 1981) è stata una scrittrice ceca.

## Biografia
Figlia della scrittrice e giornalista Milena Jesenská e dell'architetto Jaromír Krejcar. La madre fu deportata nel campo di concentramento di Ravensbrück dove morì nel 1944 quando Jana aveva 16 anni.  Nel dopoguerra frequentò il poeta e filosofo Zbyňek Fišer, conosciuto poi con lo pseudonimo Egon Bondy, e lo scrittore Bohumil Hrabal e con essi l'underground praghese. Dopo una vita intensa, che la vide in carcere per aver trascurato i propri doveri di madre, morì nella natìa Praga in seguito ad un incidente automobilistico.

## La produzione letteraria
La smilza raccolta di poesie e prose scritte negli anni Quaranta-Cinquanta, intitolata In culo oggi no, fu pubblicata a Praga, dall'editore Concordia, solo nel 1990 col titolo Clarissa a jiné texty (Clarissa e altri testi).

## Opere edite in italiano
- Vita di Milena, Milano, Garzanti, 1986.
- In culo oggi no, traduzione dal ceco di Alessio Cobianchi [pseudonimo di Claudio Poeta], in appendice testi su Jana Černá e Beatnik a Praga, di Peppe Mauro Notturna, Roma, E/O, 1992. ISBN 88-7641-139-9.
- Lettera a Milena, con uno scritto di Marie Jirásková, Udine, Forum, 2009. ISBN 978-88-8420-562-9.